# Saint-Quentin-des-Isles
För andra betydelser, se Saint-Quentin (olika betydelser).
Saint-Quentin-des-Isles är en kommun i departementet Eure i regionen Normandie i norra Frankrike. Kommunen ligger i kantonen Broglie som tillhör arrondissementet Bernay. År 2018 hade Saint-Quentin-des-Isles 221 invånare.

## Befolkningsutveckling
Antalet invånare i kommunen Saint-Quentin-des-Isles
Referens:INSEE